# Barend Lempke
Barend Jan Lempke (Amsterdam, 26 december 1901 – aldaar, 11 november 1993) was een Nederlands lepidopterist.
Lempke was van 1922 tot 1927 onderwijzer en vervolgens tot zijn pensionering in 1967 leraar in het voortgezet onderwijs. Daarnaast was hij betrokken bij het Amsterdams Zoölogisch Museum, alwaar hij het beheer kreeg over twee vlindercollecties, die hij samenstelde tot een grote. Hierna startte hij de grote serie Catalogus der Nederlandse Macrolepidoptera in het Tijdschrift voor Entomologie. De serie besloeg elf delen die werden gepubliceerd tussen 1936 en 1952. Tussen 1962 en 1970 verschenen nog zestien supplementen. Daarnaast startte Lempke een trekvlinderregistratie in Nederland.
In 1957 werd de Heimans en Thijsse Prijs aan hem toegekend. 
- Gemeinsame Normdatei: 1238055702
- International Standard Name Identifier: 0000 0003 9185 0336
- Nederlandse Thesaurus van Auteursnamen: 074027700
- Système universitaire de documentation: 256468788
- Virtual International Authority File: 285788115
- WorldCat: E39PBJtrVCFyXHwmb8vBvTPPcP